# Ēdgar Movsesyan
Ēdgar Movsesyan (in armeno Էդգար Մովսեսյան?; 9 settembre 1998) è un calciatore armeno, attaccante dell'Urartu.

## Carriera

### Club
Dopo aver esordito nella massima sere armena con la maglia del Banants, si trasferisce nel 2017 alla formazione rumena del Foresta Suceava, giocando cinque partite nell'arco di una stagione.
Nell'estate del 2018 torna in patria, vestendo le maglie di Noah, Van Charentsavan, P'yownik e BKMA Erevan.

### Nazionale
Ha giocato, tra il 2014 e il 2019, per le nazionali giovanili armene Under-17, Under-19 ed Under-21.

## Palmarès

### Club

#### Competizioni nazionali
- Coppa d'Armenia: 1

Banants: 2015-2016